# Nutrizionista
Il nutrizionista è una figura professionale che si occupa del rapporto tra alimentazione, nutrizione e stato di benessere psicofisico della persona. In molti Paesi esiste una sola figura professionale che si occupa di questo campo; nel mondo anglosassione è il dietitian o dietician.
Al momento non esiste una norma dello Stato italiano che riconosce il nutrizionista quale professione sanitaria a sé stante con un percorso di studi ben definito. Infatti, con il termine "nutrizionista" si indica una categoria eterogenea di persone "di diversa estrazione professionale medica o biologica" che opera a vario titolo nell'ambito dell'alimentazione. In vari dizionari della lingua italiana troviamo che il nutrizionista è "lo studioso dei problemi della nutrizione; esperto in scienza della nutrizione".
Nel Glossario di Alimentazione e Nutrizione Umana elaborato dalla Federazione delle Società Italiane di Nutrizione (FeSIN) in collaborazione con il Segretariato Sociale RAI, per nutrizionista si intende "il laureato con diversa formazione culturale che, grazie a percorsi formativi specifici e riconosciuti, acquisisce competenze nel campo della nutrizione umana".
In Italia le tre figure principali che operano nel campo della nutrizione sono: il medico, dietista e il biologo.
Il medico nutrizionista è il professionista che ha conseguito la laurea in Medicina e chirurgia e la specializzazione in Scienza dell'alimentazione. In passato il medico specialista in scienza dell'alimentazione veniva definito come "dietologo".
Il dietista nutrizionista è il professionista sanitario, in possesso del titolo abilitante alla professione, competente per tutte le attività finalizzate alla corretta applicazione dell'alimentazione e della nutrizione ivi compresi gli aspetti educativi e di collaborazione all'attuazione della politiche alimentari, nel rispetto della normativa vigente. Per esercitare la professione di Dietista è necessario essere iscritti all'albo della Federazione nazionale degli Ordini dei Tsrm e delle Pstrp.
Il biologo nutrizionista ha conseguito una laurea in Biologia con successiva specializzazione o laurea magistrale (Scienza dell'alimentazione e nutrizione umana). La legge prevede la figura del biologo nutrizionista iscritto all'Ordine nazionale dei biologi, che può esercitare autonomamente la professione.